# Madrid Open 2017 - Qualificazioni singolare femminile
Le qualificazioni del singolare del Mutua Madrid Open 2017 sono state un torneo di tennis preliminare per accedere alla fase finale della manifestazione. Le vincitrici dell'ultimo turno sono entrate di diritto nel tabellone principale. In caso di ritiro di una o più giocatrici aventi diritto a queste sono subentrate le lucky loser, ossia le giocatrici che hanno perso nell'ultimo turno ma che avevano una classifica più alta rispetto alle altre partecipanti che avevano comunque perso nel turno finale.

## Teste di serie
1. Shelby Rogers (ultimo turno, ritirata)
2. Jeļena Ostapenko (ritirata)
3. Johanna Larsson (qualificata)
4. Wang Qiang (qualificata)
5. Océane Dodin (qualificata)
6. Anett Kontaveit (ultimo turno, Lucky loser)
7. Zheng Saisai (qualificata)
8. Pauline Parmentier (qualificata)

1. Risa Ozaki
2. Tsvetana Pironkova (primo turno)
3. Jennifer Brady (ultimo turno)
4. Natalia Vikhlyantseva (primo turno, ritirata)
5. Evgeniya Rodina (ultimo turno)
6. Andrea Petković (qualificata)
7. Magda Linette (primo turno)
8. Nao Hibino (primo turno)

## Qualificate
1. Donna Vekić
2. Andrea Petković
3. Johanna Larsson
4. Wang Qiang

1. Océane Dodin
2. Mariana Duque Mariño
3. Zheng Saisai
4. Pauline Parmentier

### Lucky loser
1. Anett Kontaveit

## Tabellone

### Legenda
| - Q = Qualificato - WC = Wild card - LL = Lucky loser | - ALT = Alternate - SE = Special Exempt - PR = Protected Ranking | - w/o = Walkover - r = Ritirato - d = Squalificato |

### Sezione 1
|  | Primo turno | Primo turno           | Primo turno           | Primo turno | Primo turno |  |  | Ultimo turno | Ultimo turno  | Ultimo turno | Ultimo turno | Ultimo turno |  |
|  |             |                       |                       |             |             |  |  |              |               |              |              |              |  |
|  | 1           | Shelby Rogers         | Shelby Rogers         | 6           | 6           |  |  |              |               |              |              |              |  |
|  | Alt         | Bethanie Mattek-Sands | Bethanie Mattek-Sands | 3           | 2           |  |  | 1            | Shelby Rogers | 64           | 0            | r            |  |
|  |             | Donna Vekić           | 6                     | 3           |             |  |  |              | Donna Vekić   | 7            | 1            |              |  |
|  | 12          | Natalia Vikhlyantseva | 2                     | 0           | r           |  |  |              |               |              |              |              |  |

### Sezione 2
|  | Primo turno | Primo turno       | Primo turno     | Primo turno | Primo turno |  |  | Ultimo turno | Ultimo turno    | Ultimo turno    | Ultimo turno | Ultimo turno |  |
|  |             |                   |                 |             |             |  |  |              |                 |                 |              |              |  |
|  | Alt         | Alla Kudryavtseva | 1               | 6           | 4           |  |  |              |                 |                 |              |              |  |
|  |             | Maria Sakkarī     | 6               | 2           | 6           |  |  |              | Maria Sakkarī   | Maria Sakkarī   | 2            | 62           |  |
|  |             | Han Xinyun        | Han Xinyun      | 4           | 1           |  |  | 14           | Andrea Petković | Andrea Petković | 6            | 7            |  |
|  | 14          | Andrea Petković   | Andrea Petković | 6           | 6           |  |  |              |                 |                 |              |              |  |

### Sezione 3
|  | Primo turno | Primo turno           | Primo turno           | Primo turno | Primo turno |  |  | Ultimo turno | Ultimo turno    | Ultimo turno    | Ultimo turno | Ultimo turno |  |
|  |             |                       |                       |             |             |  |  |              |                 |                 |              |              |  |
|  | 3           | Johanna Larsson       | Johanna Larsson       | 6           | 6           |  |  |              |                 |                 |              |              |  |
|  |             | Aliaksandra Sasnovich | Aliaksandra Sasnovich | 4           | 4           |  |  | 3            | Johanna Larsson | Johanna Larsson | 6            | 6            |  |
|  |             | Ana Bogdan            | Ana Bogdan            | 65          | 6(0)        |  |  | 11           | Jennifer Brady  | Jennifer Brady  | 2            | 0            |  |
|  | 11          | Jennifer Brady        | Jennifer Brady        | 7           | 7           |  |  |              |                 |                 |              |              |  |

### Sezione 4
|  | Primo turno | Primo turno      | Primo turno      | Primo turno | Primo turno |  |  | Ultimo turno | Ultimo turno    | Ultimo turno    | Ultimo turno | Ultimo turno |  |
|  |             |                  |                  |             |             |  |  |              |                 |                 |              |              |  |
|  | 4           | Wang Qiang       | Wang Qiang       | 6           | 6           |  |  |              |                 |                 |              |              |  |
|  | WC          | Varvara Flink    | Varvara Flink    | 0           | 4           |  |  | 4            | Wang Qiang      | Wang Qiang      | 6            | 6            |  |
|  |             | Kirsten Flipkens | Kirsten Flipkens | 5           | 5           |  |  | 13           | Evgeniya Rodina | Evgeniya Rodina | 2            | 2            |  |
|  | 13          | Evgeniya Rodina  | Evgeniya Rodina  | 7           | 7           |  |  |              |                 |                 |              |              |  |

### Sezione 5
|  | Primo turno | Primo turno           | Primo turno         | Primo turno | Primo turno |  |  | Ultimo turno | Ultimo turno          | Ultimo turno | Ultimo turno | Ultimo turno |  |
|  |             |                       |                     |             |             |  |  |              |                       |              |              |              |  |
|  | 5           | Océane Dodin          | Océane Dodin        | 7           | 7           |  |  |              |                       |              |              |              |  |
|  |             | Kateryna Bondarenko   | Kateryna Bondarenko | 6(1)        | 5           |  |  | 5            | Océane Dodin          | 2            | 6            | 6            |  |
|  | WC          | Sílvia Soler Espinosa | 6                   | 2           | 6           |  |  | WC           | Sílvia Soler Espinosa | 6            | 3            | 2            |  |
|  | 15          | Magda Linette         | 4                   | 6           | 1           |  |  |              |                       |              |              |              |  |

### Sezione 6
|  | Primo turno | Primo turno          | Primo turno     | Primo turno | Primo turno |  |  | Ultimo turno | Ultimo turno         | Ultimo turno         | Ultimo turno | Ultimo turno |  |
|  |             |                      |                 |             |             |  |  |              |                      |                      |              |              |  |
|  | 6           | Anett Kontaveit      | Anett Kontaveit | 6           | 6           |  |  |              |                      |                      |              |              |  |
|  |             | Julia Boserup        | Julia Boserup   | 3           | 2           |  |  | 6            | Anett Kontaveit      | Anett Kontaveit      | 3            | 3            |  |
|  |             | Mariana Duque Mariño | 6               | 2           | 6           |  |  |              | Mariana Duque Mariño | Mariana Duque Mariño | 6            | 6            |  |
|  | 16          | Nao Hibino           | 4               | 6           | 3           |  |  |              |                      |                      |              |              |  |

### Sezione 7
|  | Primo turno | Primo turno         | Primo turno   | Primo turno | Primo turno |  |  | Ultimo turno | Ultimo turno | Ultimo turno | Ultimo turno | Ultimo turno |  |
|  |             |                     |               |             |             |  |  |              |              |              |              |              |  |
|  | 7           | Zheng Saisai        | Zheng Saisai  | 6           | 6           |  |  |              |              |              |              |              |  |
|  | Alt         | Asia Muhammad       | Asia Muhammad | 3           | 4           |  |  | 7            | Zheng Saisai | Zheng Saisai | 6            | 6            |  |
|  | WC          | Paula Badosa Gibert | 3             | 6           | 2           |  |  | 9            | Risa Ozaki   | Risa Ozaki   | 4            | 4            |  |
|  | 9           | Risa Ozaki          | 6             | 2           | 6           |  |  |              |              |              |              |              |  |

### Sezione 8
|  | Primo turno | Primo turno            | Primo turno            | Primo turno | Primo turno |  |  | Ultimo turno | Ultimo turno           | Ultimo turno           | Ultimo turno | Ultimo turno |  |
|  |             |                        |                        |             |             |  |  |              |                        |                        |              |              |  |
|  | 8           | Pauline Parmentier     | 2                      | 6           | 6           |  |  |              |                        |                        |              |              |  |
|  |             | Sara Errani            | 6                      | 2           | 2           |  |  | 8            | Pauline Parmentier     | Pauline Parmentier     | 6            | 6            |  |
|  |             | Ekaterina Aleksandrova | Ekaterina Aleksandrova | 6           | 7           |  |  |              | Ekaterina Aleksandrova | Ekaterina Aleksandrova | 2            | 1            |  |
|  | 10          | Tsvetana Pironkova     | Tsvetana Pironkova     | 2           | 5           |  |  |              |                        |                        |              |              |  |